# Operation Chestnut
Operation Chestnut var under andra världskriget en misslyckad brittisk kommandoräd av två SAS-grupper utförd i och med den större operationen Husky, invasionen av den italienska ön Sicilien. De två SAS-grupperna bestående av tio män vardera, kodnämnda Pink och Brig, fallskärmshoppade ner i norra Sicilien natten den 12 juli 1943 för att slå ut fientliga kommunikationer. I hoppet förlorades dock mycket mat, ammunition, sprängmedel och all radioutrustning gick sönder.
Utan radio kunde ingen av grupperna kontakta och dirigera flygplanen som skulle släppa förstärkningar, och till slut var planen tvungna att återvända till respektive flygbas. Soldaterna lyckades inte att uppnå något av värde för operationen och började att arbeta sig tillbaka mot de egna linjerna.